# 두덩털

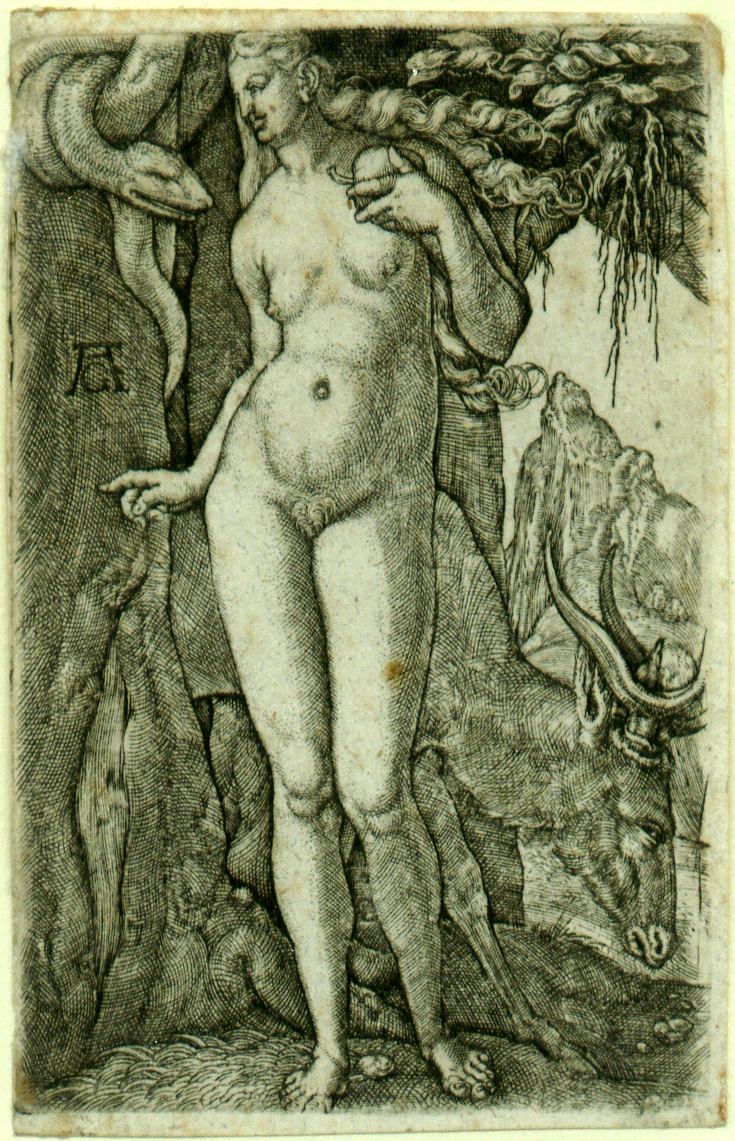
하인리히 올데그리버의 이브, 1540; 북유럽 예술에서 음모의 드문 초기 예

거웃(pubic hair, pubes) 또는 두덩털 또는 음모(陰毛)는 성기와 회음부 주위에 나는 털로 주로 사춘기 2차 성징의 영향으로 자라기 시작해 성인이 되면 완성된다. 음모가 난 곳을 음모 부위(pubic area)라고 한다. 머리카락과 같은 색깔이며 성기를 외부 충격으로부터 보호하는 역할을 한다.
사춘기에 음모가 자란다.

## 발달
자세한 내용은 태너 척도 참조.
사춘기 전에 양성의 성기 부위는 가는 솜털로 되어 있어 태너 1단계(Tanner stage 1)의 털이라고 칭한다. 사춘기가 시작되면 신체는 성 호르몬의 분비 단계에 이르며, 이에 반응하여 성기 부위의 피부에는 털이 자란다. 이를 음모의 발현(Pubarche)이라고 한다. 모낭은 상대적으로 갑자기 발생하지만, 나이를 먹을 수록 음모가 자라는 피부 부위는 해가 지날수록 넓어진다.
남성의 경우 먼저 음경과 음낭의 위쪽 뿌리에 털이 조금씩 자라고(2단계) 1년 동안 털이 더 자란다.(3단계) 3~4년 뒤에는 음모가 성기를 덮을 정도로 자라며(4단계) 마지막 단계에 배꼽 아래까지 올라가서 자란다.(5단계)
여성의 경우 먼저 대음순을 따라 털이 자라고(2단계) 2년 동안 털이 앞으로 퍼진다.(3단계) 3년 정도 뒤에는 음모가 성기를 덮을 정도로 자라게 되며(4단계) 마지막 단계에 음모가 완성되고 허벅지 쪽으로도 퍼진다.(5단계)
음모와 겨드랑이 털은 두피 털과 색상이 상당히 다를 수 있다. 대부분의 사람들에게는 더 어둡지만 더 밝을 수도 있다. 대부분의 경우 사람의 눈썹과 색상이 가장 비슷하다.

## 형태

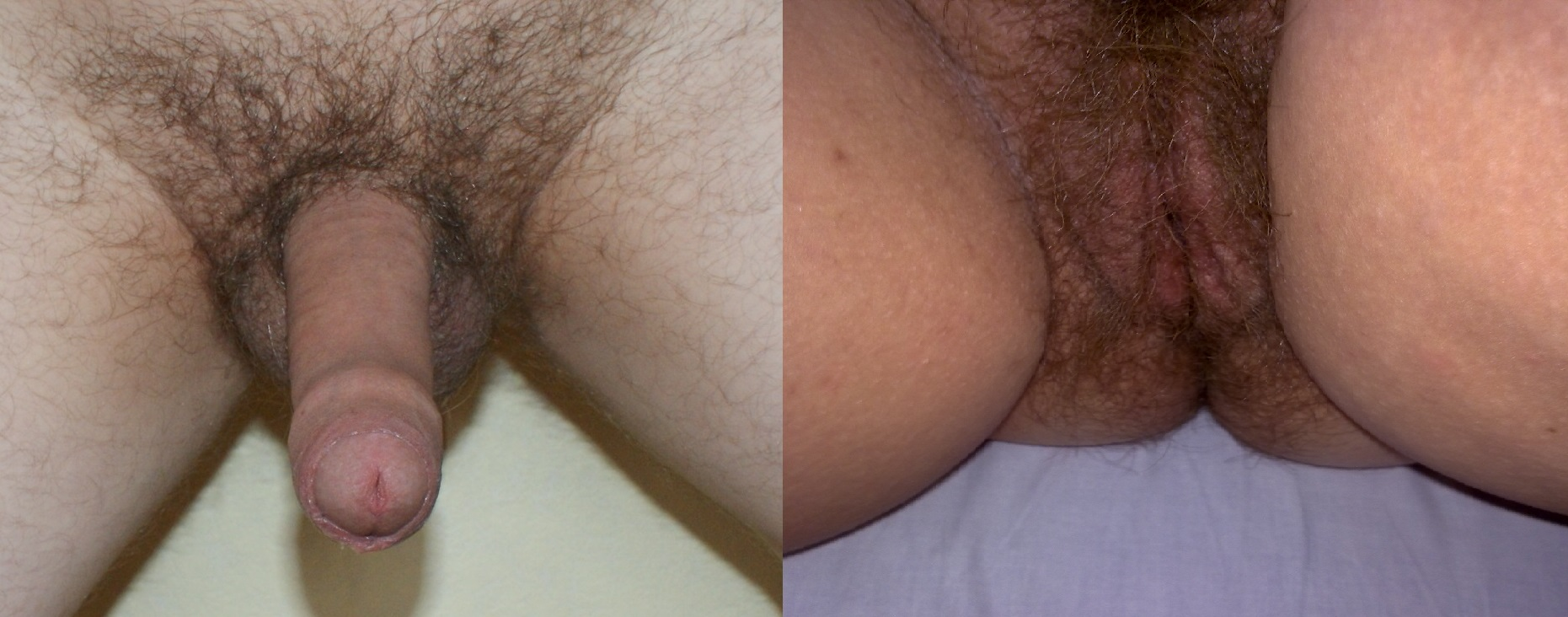

음모와 액모는 색깔이 다양하다. 대다수 사람들의 털은 약간 밝을 수도 있지만 검다. 대부분의 경우 자신의 눈썹 색깔과 매우 비슷하다. 음모의 굵기나 곱슬한 정도는 사람마다 차이가 있다. 음모의 결은 매우 곱슬한 털에서 완전한 직모에 이르기까지 다양하다. 음모의 모양도 인종과 민족에 따라 다르다.
음모의 모양은 방패 모양으로 알려져 있으며, 남성과 여성의 차이가 크다. 여성의 경우 대부분 음모가 나는 부분은 직사각형 또는 역삼각형 모양이며, 치구(Mons pubis) 위에 있다. 여러 남성의 경우 음모 부위는 배꼽으로 갈수록 폭이 좁아지며, 위를 향한 삼각형 모양이다. 겨드랑이의 경우와 마찬가지로 음모도 피지선의 집중과 관련이 있다.

## 기능

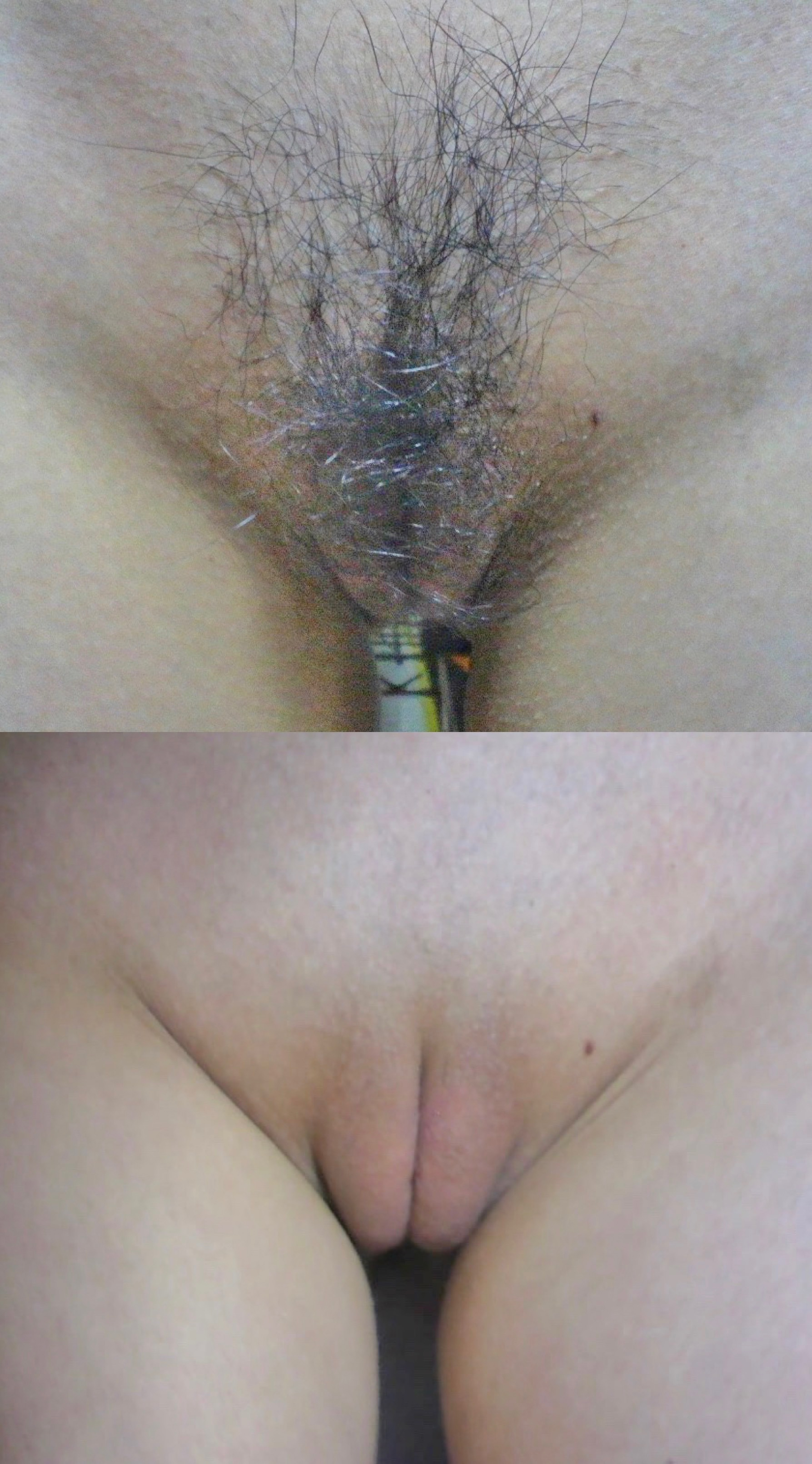
제모 전후

음모의 기능을 놓고 여러 이론이 있는데, 다음과 같다.
- 따뜻함. (일차적)
- 분비된 페로몬을 모음.
- 성교시 외부 마찰을 줄임.
- 음모 부위가 민감해서 이 부분을 보호해줌.
- 췌장 외분비가 기능함을 보여줌.
- 수염

## 같이 보기
- 눈썹
- 속눈썹
- 겨드랑이털